# 클라씨의 세계
《클라씨의 세계》는 《방과후 설렘》으로 데뷔한 걸 그룹 클라씨의 리얼리티 방송 프로그램이다. 1박 2일 동안 촬영한 내용을 MBC에서 2022년 5월 10일 · 17일 오후 11시 30분에 방영했다.

## 출연자
- 선생님 : 황제성(학생주임), 승희(1타 선생님)
- 학생 : 클라씨(혜주, 형서, 채원, 리원, 지민, 보은, 선유)

## 방송 목록
| 회차 | 방영일          | 수업           | 과제 / 영상 |
| ---- | --------------- | -------------- | --- |
| 1회  | 2022년 5월 10일 | 0교시 압박면접 | 학생주임 황제성의 압박면접 |
| 1회  | 2022년 5월 10일 | 아침 조회      | 즉석 〈SHUT DOWN〉 무대 |
| 1회  | 2022년 5월 10일 | 1교시 예능수업 | 직캠권 상품 게임 : 표현력 강화 〈훈민정음 레디 액션〉 - 선생님이 스케치북을 들어 초성 제시 - 해당 단어를 표현하는 액션을 취한다. - 표현력이 가장 풍부한 학생에게 직캠권 선물 우수 멤버 결승전                   |
| 1회  | 2022년 5월 10일 | 1교시 예능수업 | 별 상품 게임 : 단합력 강화 〈다함께 포토제닉〉 - 총 4개의 사진을 제한 시간 2분 안에 완성하라! - 미션 1. 천지창조 포즈 - 미션 2. 후~ 포즈 - 미션 3. 장풍 포즈 - 미션 4. '선'넘은 포즈                            |
| 1회  | 2022년 5월 10일 | 2교시 실전수업 | 직캠권 상품 게임 : 말발 강화 〈밸런스 토론회〉 - 주어진 난제 A, B 중 한 가지를 선택하여 토론을 한다. - 주제별로 토론하여 MC의 선택을 받은 팀이 승리 - 가장 인상적인 토론을 보여준 1명에게 실전 수업 직캠권 부여 |
| 1회  | 2022년 5월 10일 | 2교시 실전수업 | 별 상품 게임 : 글로벌 〈영어 스피드 퀴즈〉 - 순번대로 나와 영어로 속담을 설명 - 나머지 멤버는 속담을 외치면 된다. - 2분 내로 10문제를 맞히면 별 획득.                                                           |
| 1회  | 2022년 5월 10일 | 저녁 식사 시간 | 텔레파시 저녁 재료 고르기 - 한 명씩 50가지 재료 중에서 먹고 싶은 것 2가지 선택 - 한번 고른 음식 이름은 번복 금지 - 재료를 만지면 선택으로 간주 - 오직 텔레파시를 통한 소통만 가능                               |
| 1회  | 2022년 5월 10일 | 저녁 식사 시간 | 저녁 식사 복불복 - 6가지 음식 교환 사다리 타기 - 사다리 당첨 시 원하는 6가지 재료 획득 - 꽝이 나오면 현재 재료 중 6가지 반납 보너스 영상 - 〈SHUT DOWN〉 뮤직비디오 제작 현장 영상                              |
| 2회  | 2022년 5월 17일 | 야간 자율학습  | 공포 체험 - 미션 카드 7개를 획득하라 - 2인 1조 팀을 이뤄 지도에 그려진 장소에 도착 후 숨겨진 7장의 미션 카드를 모두 찾으면 별 1개 획득                                                                          |
| 2회  | 2022년 5월 17일 | 둘째 날 아침   | 식후 노래방 타임 - 가위와 바위 중 같은 걸 낸 사람들끼리 같은 팀이 된다. - 더 많은 점수를 얻은 팀이 승리 |
| 2회  | 2022년 5월 17일 | 3교시 체육수업 | 직캠권 게임 : 〈내 노래를 맞혀봐〉 - 등에 노래 스티커를 붙이고 사각 존 안에서 손잡고 둥글게 둥글게를 돈다. - 선생님의 호각 소리에 맞춰 정지! 내 등에 붙어 있는 노래를 사수하라!                                 |
| 2회  | 2022년 5월 17일 | 3교시 체육수업 | 별 상품 게임 : 〈120초 챌린지〉 - 120초 안에 릴레이 미션을 클리어하면 별 획득 |
| 2회  | 2022년 5월 17일 | 쉬는 시간      | 혜주의 타로 상담 시간 |
| 2회  | 2022년 5월 17일 | 4교시 음악수업 | 장르초월 〈스클파〉 - 미리 편집된 음악이 랜덤으로 쉴 새 없이 PLAY - 음악을 듣고 자신 있는 멤버는 댄스 배틀 참가                                                                                                 |
| 2회  | 2022년 5월 17일 | 4교시 음악수업 | 별 상품 게임 : 〈릴레이 발댄스 퀴즈〉 - 다리만 이용해 설명하는 춤을 보고 가수, 제목, 포인트 안무까지 춰야 성공 - 문제 중 5개 이상 맞히면 별 획득 성공                                                           |
| 2회  | 2022년 5월 17일 | 4교시 음악수업 | 별 상품 게임 : 〈무대 위기 대처 능력〉 - 두 선생님의 기준에 통과하면 별 증정 |